# Fränkisch-Crumbach
Fränkisch-Crumbach é um município da Alemanha, situado no distrito de Odenwaldkreis, no estado de Hesse. Tem 16,1 km² de área, e sua população em 2019 foi estimada em 3.121 habitantes.